# Ephemeroptera
Le effimere o efemerotteri (Ephemeroptera Hyatt & Arms, 1891) sono un ordine di insetti prometaboli terrestri che vivono nei corsi d'acqua dolce superficiali negli stati preimmaginali.

## Descrizione

### Adulto
Sono cattivi volatori a causa delle ali posteriori molto ridotte (a volte possono addirittura mancare), con un conseguente sviluppo del mesotorace. Le dimensioni sono spesso esigue, con un'apertura alare mediamente sui 12 mm. Le ali sono spesso trasparenti, ricche di nervature solo nella forma adulta, e non sono mai ripiegate sul proprio corpo: a riposo sono sempre tenute in posizione verticale, cosa che negli altri insetti avviene solo dopo una muta ninfale o pupale.
Altra caratteristica è la presenza di due cerci filamentosi posti al termine del corpo, a volte accompagnati da un terzo filamento mediano.
Dopo lo stadio ninfale, gli Ephemeroptera sono immediatamente in grado di volare. Unico caso tra gli insetti, gli Ephemeroptera possiedono un'ulteriore muta dopo lo stadio alare: il primo stadio adulto rappresenta infatti una subimmagine dai colori più opachi e sessualmente immaturo. L'insetto raggiungerà l'immagine completa dopo poche ore (in alcune specie dopo pochi minuti).
A prima vista possono essere facilmente scambiati con esemplari di Plecotteri, Tricotteri o Planipenni. Un utile elemento di distinzione sono le antenne, cortissime negli Efemerotteri, le ali posteriori molto più sviluppate nei Plecotteri, il minor numero di nervature trasversali nei Tricoteri e la forte somiglianza delle ali posteriori ed anteriori nei Planipenni.

### Stadi giovanili
La brevità della vita degli adulti è compensata da un lungo processo di sviluppo giovanile. Alcuni giovani arrivano ad impiegare 2 anni per raggiungere la prima muta (Ephemera danica), anche se la media rimane quella di un anno. Le larve di alcune specie posseggono ben 27 mute.
Il loro sviluppo avviene completamente in acqua, o comunque nelle vicinanze della superficie. Hanno un apparato boccale masticatore con cui si nutrono di piante ed alghe, e si ipotizza che alcuni siano in grado di cibarsi di composti organici animali. Respirano grazie a branchie laterali appiattite, dette tracheobranchie (di solito 7) disposte lungo l'addome, anche se non mancano specie con branchie situate alla base delle coxe. In alcune specie le branchie possono essere in grado di vibrare agitando l'acqua intorno, in modo da supplire ad un'eventuale carenza d'ossigeno o addirittura in modo da generare una piccola spinta propulsiva nel mezzo acquatico.
La maggior parte degli Ephemeroptera possiede tre appendici caudali, anche se nella rispettiva forma adulta ne possono manifestare un numero diverso.

## Biologia

### Ecologia
Gli Ephemeroptera prediligono acque non inquinate, esenti da grandi quantità di residui organici. Non a caso sono spesso considerati indicatori ecologici utili a ricavare immediatamente informazioni sulla salute dell'ambiente circostante. Sia le forme adulte che le larve rappresentano un importante ruolo nella catena alimentare, particolarmente per i pesci carnivori come le trote nei torrenti agitati o per i pescegatto nei fondali più bassi, ma anche per libellule, uccelli o pipistrelli.
Alcune specie sono in grado di sviluppare rapporti simbiotici, spesso al livello larvale, come l'Ephemera danica che ospita nelle proprie branchie larve di Epoicocladius flavens (specie appartenente all'ordine dei Diptera) che, attraverso la sua attività di pulizia, favorisce la respirazione della prima.
Gli esemplari di Povilla adusta, nei pressi dei laghi africani, tendono a completare la fase finale adulta secondo i ritmi del ciclo lunare. In generale, maschi e femmine tendono a sfarfallare sempre contemporaneamente.

### Accoppiamento
A partire dallo stadio adulto gli efemerotteri smettono di alimentarsi a causa dell'atrofizzazione dell'apparato boccale. Non a caso in greco ephemeros significa "che vive un giorno". Raggiunta l'immagine alata, la loro vita rimane infatti di breve durata: il più delle specie vive meno di un giorno, mentre solo alcune arrivano massimo a una settimana. Avendo così poco tempo a disposizione, gli insetti sono immediatamente alla ricerca di una compagna. L'accoppiamento avviene in volo, sempre nelle vicinanze dell'acqua. Il maschio afferra letteralmente la femmina trattenendola con le zampe anteriori (frequentemente più lunghe) e la tiene a sé con alcune appendici genitali di struttura a pinza o a forcipe. Per favorire l'individuazione delle femmine, che al momento dell'accoppiamento volano in grossi sciami nei pressi dell'acqua, i maschi possiedono generalmente degli occhi più grandi. In alcune specie gli occhi (che in quest'ordine sono sempre composti) sono suddivisi in due parti, una superiore - con delle faccette più grandi, ed una inferiore - con delle faccette più piccole. Nei Baetidae la parte superiore assume una particolare forma a torre dalla punta appiattita (formando i cosiddetti "occhi a turbante") favorendo ulteriormente l'individuazione della compagna.
Alcune specie presentano partenogenesi (Ameletus ludens, Baetis hageni, Baetis macdunnoughi, Cloeon triangulifera, Caenis cuniana).

### Deposizione e schiusa
La femmina, che può deporre le uova di natura ovale singolarmente o in massa, predilige lasciarle cadere sulla superficie dell'acqua poche ore dopo l'accoppiamento. In alcuni generi, le femmine si adagiano invece su rocce, steli o foglie; o addirittura, come nel caso del genere delle Baetis, nuotano sott'acqua per trovare un riparo sicuro. L'eventuale presenza di cattivi fenomeni atmosferici può ritardare la deposizione delle uova. La maggior parte delle femmine degli Ephemeroptera depongono dalle 500 alle 3.000 uova, mentre alcune specie, come quelle appartenenti al genere Palingenia, ne riescono a deporre fino a 12.000. La loro schiusa può avvenire quasi immediatamente così come, nei casi estremi, intorno agli 11 mesi. Essenziali per definire il tempo di maturazione sono l'habitat, la specie e soprattutto la temperatura.

## Tassonomia
L'ordine è suddiviso in due sottordini:
Sottordine Pannota
- Superfamiglia Caenoidea Spieth
  - Neoephemeridae Needham, Traver and Hsu
  - Caenidae Klapálek
- Superfamiglia Ephemerelloidea Demoulin
  - Philolimniidae Jacobus and McCafferty
  - Vietnamellidae Allen
  - Austremerellidae McCafferty and Wang
  - Ephemerellidae Klapálek
  - Teloganodidae Allen
  - Melanemerellidae Demoulin
  - Ephemerythidae Gillies
  - Machadorythidae Edmunds, Allen and Peters
  - Leptohyphidae Edmunds and Traver
  - Tricorythidae Lestage
  - Dicercomyzidae Edmunds and Traver

Sottordine Schistonota
- Superfamiglia Baetoidea
  - Ameletopsidae
  - Ametropodidae
  - Baetidae
  - Oniscigastridae
  - Siphlonuridae
- Superfamiglia Ephemeroidea
  - Behningiidae
  - Ephemeridae
  - Euthyplociidae
  - Palingeniidae
  - Polymitarcydae
  - Potamanthidae
- Superfamiglia Heptagenioidea
  - Coloburiscidae
  - Heptageniidae
  - Isonychiidae
  - Oligoneuriidae
- Superfamiglia Leptophlebioidea
  - Leptophlebiidae

In Europa sono presenti 14 famiglie (su 19 distribuite in tutto il globo, eccetto che in Artide e in Antartide) suddivise in circa 200 specie, di cui 80 vivono in Italia.

### Riconoscimento

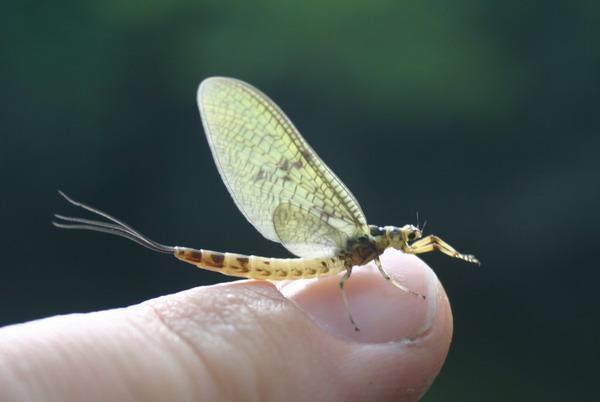
Ephemera danica

Un utile elemento di classificazione sono le appendici caudali, che spesso si mantengono costanti nell'àmbito dello stesso genere o specie. Bisognerà però tener presente che i cerci sono molto fragili, e quindi naturalmente soggetti a spezzarsi anche in natura: in questo caso la frattura sarà riconoscibile dalla presenza di un piccolo moncherino.

La classificazione in base al colore andrebbe invece effettuata sul posto, meglio ancora quando in vita, perché dopo la morte gli Ephemeroptera tendono velocemente a sbiadire e perdere di colore.

La distinzione in base al sesso necessita quasi sempre dell'utilizzo di un microscopio, date le minuscole dimensioni degli organi genitali.

## Varie
Le effimere vengono anche raggruppate, insieme alle libellule e ad altre specie, nel più grande gruppo dei Palaeoptera, insieme di insetti caratterizzati dal possedere strutture alari ancestrali.
Alcune persone ipersensibili, nell'assistere al volo di grandi sciami di effimere, manifestano sintomi di febbre alta e asma a seguito dell'inalazione di microframmenti dei corpi degli insetti. Si suppone che la causa sia una proteina contenuta nella chitina (sostanza che riveste interamente gli insetti, e che quindi può disperdersi in piccolissime particelle allo scontro di questi, o ancora più facilmente durante le mute) a causare allergie respiratorie. Si tratta comunque di casi molto rari e comunque non mortali, dovuti soprattutto a un'alta ipersensibilità del soggetto e a un gran numero di insetti.
Negli Stati Uniti gli Ephemeroptera prendono il nome di Mayfly (pl. Mayflies), ovvero letteralmente "mosche di maggio" (nonostante sfarfallino anche in altri periodi).